# Денієл Баер
Денієл Баер (англ. Daniel B. Baer) (нар. 1977, Денвер, Колорадо) — американський дипломат. Представник США в Організації з безпеки і співробітництва в Європі (ОБСЄ), був приведений до присяги як посол 10 вересня 2013 р., затверджений Сенатом 1 серпня 2013 р.

## Біографія
Здобув докторський ступінь у галузі міжнародних відносин в Оксфордському університеті, де він навчався у Маршалл Академії, а також ступінь бакалавра в Гарвардському університеті з соціальних і афроамериканських досліджень.
З 2004 р. по 2007 р. — працював у фірмі Boston Consulting Group, де був керівником проєкту стратегічних консультацій лідерів в області корпоративного урядування і некомерційних секторів.
Працював професором Джорджтаунського університету і заступником помічника держсекретаря США.
До приходу на державну службу доктор Баер був доцентом стратегії, економіки, етики й державної політики в McDonough школи Джорджтаунського університету бізнесу, де він викладав ділову етику студентам MBA. У 2007—2008 рр. науковий співробітник центру Фонду Сафра Едмонда факультету з етики Гарвардського університету.
Посол Баєр служив заступником помічника держсекретаря США з питань демократії, прав людини й праці з 23 листопада 2009 р. по 10 вересня 2013 р.

## Особисте життя
Баєр відкритий гей; у серпні 2014 року він вийшов заміж за свого давнього партнера Брайана Волша.